# Теорема Севіча
Теорема Севіча  з теорії складності обчислень, доведена Уолтером Севічем у 1970 році, дає зв’язок між детермінованою та недетермінованою складністю простору .
 У ньому зазначено, що для будь-якої функції {\displaystyle f\in \Omega (\log(n))} ,
{\displaystyle {\mathsf {NSPACE}}\left(f\left(n\right)\right)\subseteq {\mathsf {DSPACE}}\left(f\left(n\right)^{2}\right).}
Іншими словами, якщо недетермінована машина Тюрінга може вирішити проблему, використовуючи {\displaystyle f(n)} пам'яті, детермінована машина Тюрінга може вирішити ту ж задачу за квадрат пам'яті.  Хоча здається, що не детермінізм може призвести до експоненційного виграшу в часі, але ця теорема показує, що він має помітно більш обмежений вплив на вимоги до пам'яті. 

## Доведення
Доведення спирається на алгоритм для STCON, задачі визначення того, чи існує шлях між двома вершинами в орієнтованому графі, який виконується в {\displaystyle O\left((\log n)^{2}\right)} пам'яті для {\displaystyle n} вершин. Основна ідея алгоритму полягає в тому, щоб рекурсивно розв’язати дещо більш загальну задачу, перевіряючи існування шляху від вершини s до іншої вершини t, яка використовує не більше k ребер, де k є параметром, який вводиться як вхідний параметр рекурсивного алгоритму. STCON можна вирішити з цієї проблеми, встановивши k на n . Щоб перевірити шлях k- краю від s до t, можна перевірити, чи кожна вершина u може бути серединою шляху s-t, шляхом рекурсивного пошуку шляхів половини довжини від s до u і u до t . Використовуючи псевдокод (у синтаксисі Python ), ми можемо виразити цей алгоритм таким чином:
```
def
 
k_edge_path
(
s
,
 
t
,
 
k
)
 
->
 
bool
:

  
"""k initially equals n (which is the number of vertices)"""

  
if
 
k
 
==
 
0
:

    
return
 
s
 
==
 
t

  
if
 
k
 
==
 
1
:

    
return
 
(
s
,
 
t
)
 
in
 
edges

  
for
 
u
 
in
 
vertices
:

    
if
 
k_edge_path
(
s
,
 
u
,
 
floor
(
k
 
/
 
2
))
 
and
 
k_edge_path
(
u
,
 
t
,
 
ceil
(
k
 
/
 
2
)):

      
return
 
True

  
return
 
False

```

Цей пошук викликає глибину рекурсії {\displaystyle O(\log n)} рівнів, кожен з яких вимагає {\displaystyle O(\log n)} біти для зберігання аргументів функції та локальних змін на цьому рівні: k і всі вершини ( s, t, u ) вимагають {\displaystyle O(\log n)} біти кожен. Таким чином, загальна складність допоміжного простору {\displaystyle O\left((\log n)^{2}\right)} . Хоч описана вище програма написана мовою високого рівня, але той самий алгоритм може бути реалізований з тим самим асимптотичним простором, обмеженим на машині Тюрінга .
Щоб зрозуміти, чому цей алгоритм має на увазі теорему, розглянемо наступне. Для будь-якої мови {\displaystyle L\in {\mathsf {NSPACE}}(f(n))}, є машина Тюрінга {\displaystyle M} який вирішує {\displaystyle L} у просторі {\displaystyle f(n)} . Припустимо, що w.l.o.g. алфавіт є двійковим {\displaystyle \{0,1\}} (а саме {\displaystyle L\subseteq \{0,1\}^{*}} ). Для будь-якого вхідного слова {\displaystyle x\in \{0,1\}^{*}}, існує орієнтований граф {\displaystyle G_{x}^{M}} вершинами яких є конфігурації {\displaystyle M} під час роботи на вході {\displaystyle x} . Таких конфігурацій може бути нескінченно багато; наприклад, коли {\displaystyle M} продовжує записувати символ на стрічці і рухати голову вправо в петлі до нескінченності. Потім конфігурації зростають довільно. Проте ми знаємо щонайбільше {\displaystyle f\left(n\right)} потрібен простір, щоб вирішити чи {\displaystyle x\in L}, тому ми піклуємося лише про конфігурації розміру {\displaystyle f\left(n\right)}; назвемо будь-яку таку конфігурацію допустимою . Існує скінченна кількість допустимих конфігурацій; а саме {\displaystyle 2^{O\left(f(n)\right)}} . Отже, індукований підграф {\displaystyle [G_{x}^{M}]} з {\displaystyle G_{x}^{M}} містить (точно) допустимі конфігурації та має {\displaystyle 2^{O\left(f(n)\right)}} вершин. Для кожного входу {\displaystyle x\in \{0,1\}^{n}}, {\displaystyle [G_{x}^{M}]} має шлях від початкової конфігурації до конфігурації, що приймає, тоді і тільки тоді, коли {\displaystyle x\in L} . Таким чином, вирішивши підключення в {\displaystyle [G_{x}^{M}]}, ми можемо прийняти рішення про членство {\displaystyle x} в {\displaystyle L} . За наведеним вище алгоритмом це можна зробити детерміновано в просторі {\displaystyle O\left(\left(\log 2^{O\left(f(n)\right)}\right)^{2}\right)=O\left(f\left(n\right)^{2}\right)} ; отже {\displaystyle L} є в {\displaystyle {\mathsf {DSPACE}}\left(f\left(n\right)^{2}\right)} .
Оскільки це стосується всіх {\displaystyle f\in \Omega (\log n)} і все {\displaystyle L\in {\mathsf {NSPACE}}\left(f\left(n\right)\right)}, отримуємо твердження теореми:
Для всіх функцій {\displaystyle f\in \Omega (\log n)}, {\displaystyle {\mathsf {NSPACE}}\left(f\left(n\right)\right)\subseteq {\mathsf {DSPACE}}\left(f\left(n\right)^{2}\right)} .

## Наслідки
Деякі важливі наслідки теореми включають:
- PSPACE = NPSPACE
  - Це прямо випливає з того факту, що квадрат поліноміальної функції все ще є поліноміальною функцією. Вважається, що подібного зв'язку між класами поліноміальної часової складності P і NP не існує, хоча це все ще залишається відкритим питанням .
- NL[en] ⊆ L 2
  - STCON є NL-повним, тому всі мови в NL також належать до класу складності {\displaystyle {\mathsf {\color {Blue}L}}^{2}={\mathsf {DSPACE}}\left(\left(\log n\right)^{2}\right)}  .